# Municipio de Perry (condado de Jefferson)
El municipio de Perry (en inglés: Perry Township) es un municipio ubicado en el condado de Jefferson en el estado estadounidense de Pensilvania. En el año 2000 tenía una población de 1.289 habitantes y una densidad poblacional de 17.3 personas por km².

## Geografía
El municipio de Perry se encuentra ubicado en las coordenadas 40°56′43″N 79°07′31″O / 40.94528, -79.12528.

## Demografía
Según la Oficina del Censo en 2000 los ingresos medios por hogar en la localidad eran de $31,595 y los ingresos medios por familia eran de $36,250. Los hombres tenían unos ingresos medios de $28,750 frente a los $20,789 para las mujeres. La renta per cápita de la localidad era de $15,962. Alrededor del 6,8% de la población estaba por debajo del umbral de pobreza.